# Obszidián

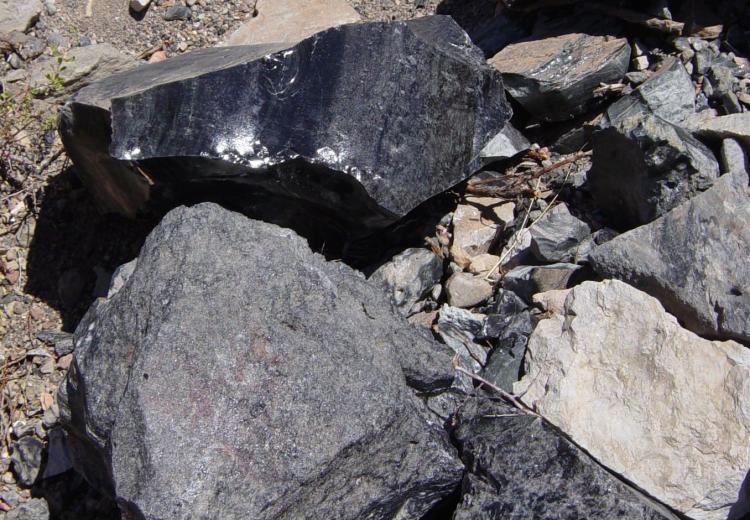
Obszidián a természetben

Az obszidián (vulkáni üvegként is ismert) egy kiömlési kőzet, mely a magmatikus tevékenység során keletkezik, amikor a savas és viszkózus forró láva hirtelen lehűl és megszilárdul. A kőzet igen gazdag szilikát-vegyületekben. Az obszidián lényegében véve egy természetes, kemény üveg.
Egyes esetekben az obszidián definíciójához hozzáteszik, hogy a kőzet víztartalmának 1%-nál kisebbnek kell lennie.

## Keletkezése
A vulkáni működés során láva képződik, amely a gravitáció és nyomás hatására mozog. Az útja során lassan elkezd hűlni. Amennyiben ez a hűlés megfelelően lassú, úgy kristályosodás következik be. Ha a lehűlés nagyon gyors, például azért, mert vízzel érintkezik, akkor a láva nem kristályosodik, hanem üvegszerű amorf szerkezet alakul ki. A víz a meleg láva hatására elkezd párologni, helyére új hideg víz kerül, amely az újabb adag lávát hűti.
A vulkáni kőzeteknek nagyon finom struktúrájuk van, amit gyors megszilárdulásuk okoz. Így nem ismerhető fel bennük a kristályszerkezet szabad szemmel. Különleges esetekben azonban előfordul, hogy az obszidián tartalmaz kvarc vagy földpát kitüremkedéseket. Jellegzetessége a kagylós törés, ami miatt a kőkorszakban különböző vágóeszközöket készítettek belőle. Jellegzetes sötét színe van, viszonylag széles spektrumban a feketétől a szürkén át a pirosig. A kőzet nem átlátszó, alotrimorf szerkezetű. A vasoxidok mennyiségének csökkenésével nő az áttetszősége.
A láva mozgása során gázokat is fejleszt, melyek aztán távoznak belőle. A gyors lehűlés során megtörténhet, hogy a gázbuborékok egy-egy kihűlt kőzetbe bezárva maradnak. Így az obszidiánban is maradhatnak belül zárványok. Ezen zárványok segítségével vizsgálhatók a vulkanikus gázok. Ezek előfordulása az obszidián ezüstös fényét eredményezi.

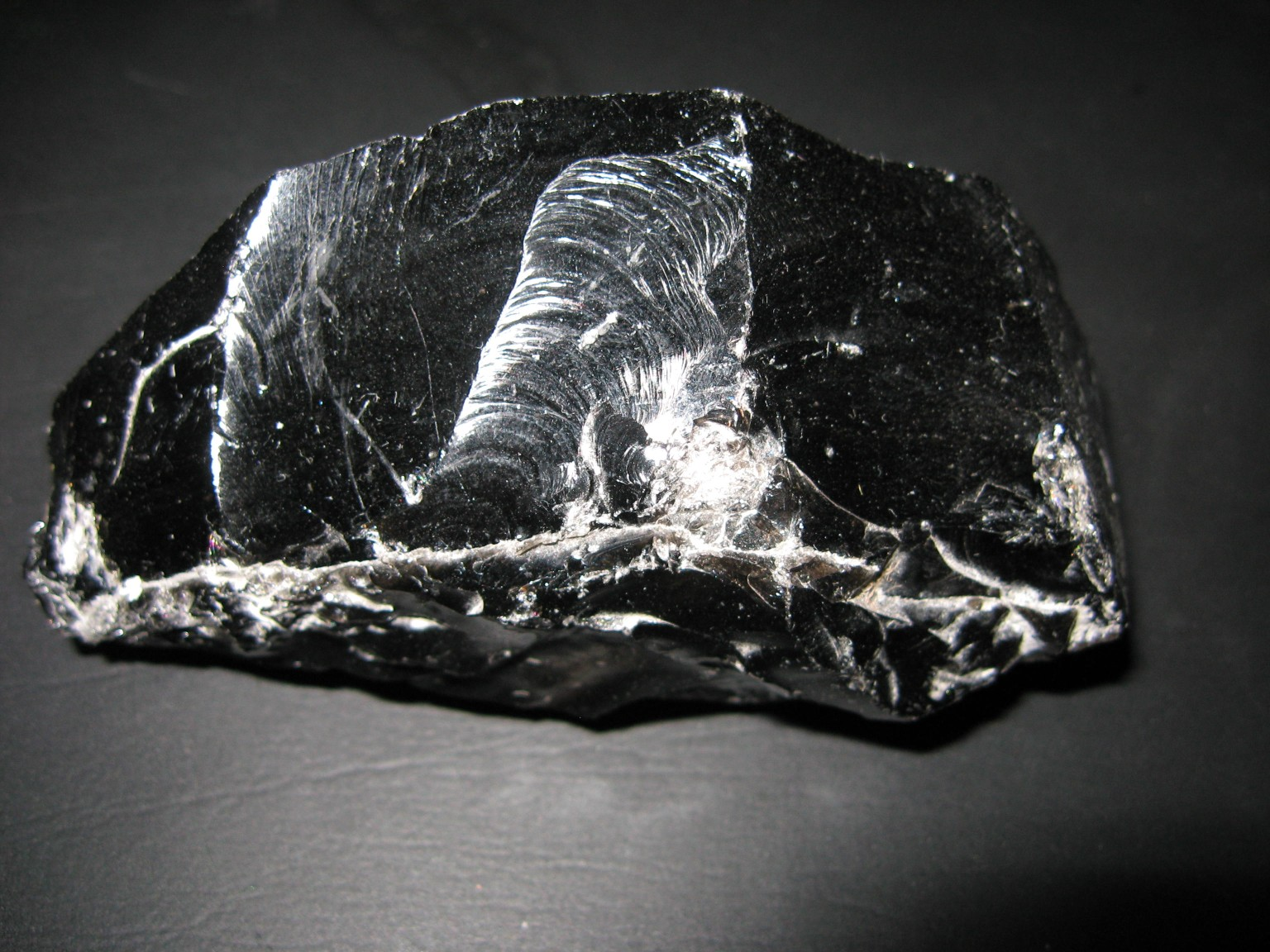
Obszidián a Vezúvról

## Felhasználása
A kőkorszakban már az őskőkorszaktól kezdve az obszidiánt különböző használati eszközök (kések, nyilak) készítésére használták. A legrégibb lelet 1,2 millió éves és Afrikában találták.
Dél-Amerikában az indiánok előszeretettel használták, mint védelmező talizmánt a rossz erők ellen. A mai napig mágikus erőt tulajdonítanak neki.
A fémfeldolgozással egy időben az obszidián jelentősége elkezdett csökkenni és elsősorban dekoratív célokra, ékszerek, karkötők, nyakláncok díszítésénél használták.
Jelenleg az obszidiánt a szívsebészet használja, éles és kemény operációs segédeszközök formájában, mivel közel ötször élesebb, mint a legjobb minőségű acélpenge. Ez lehetővé teszi, hogy a belőle készült orvosi segédeszközök élettartama igen hosszú legyen, emellett szikék és kések esetében pontosabb vágást tesz lehetővé, ami pedig gyorsabb gyógyulást eredményez.

## Előfordulása
Az obszidián elsősorban más kiömlési kőzetekkel együtt fordul elő. Legjelentősebb lelőhelye az óceáni kéreg, amely vulkáni működés eredményeként keletkezik az óceáni törésvonalakon.
Magyarországon a Tokaji-hegységben fordul elő.